# نووو سلو (سوردولیتسا)
نووو سلو (به صربی: Novo Selo) یک منطقهٔ مسکونی در صربستان است که در سوردولیکا واقع شده‌است. نووو سلو ۸۷ نفر جمعیت دارد.